# Taenaris sorronga
Taenaris sorronga är en fjärilsart som beskrevs av Hans Fruhstorfer 1905. Taenaris sorronga ingår i släktet Taenaris och familjen praktfjärilar. Inga underarter finns listade i Catalogue of Life.